# Bambino (Automarke)

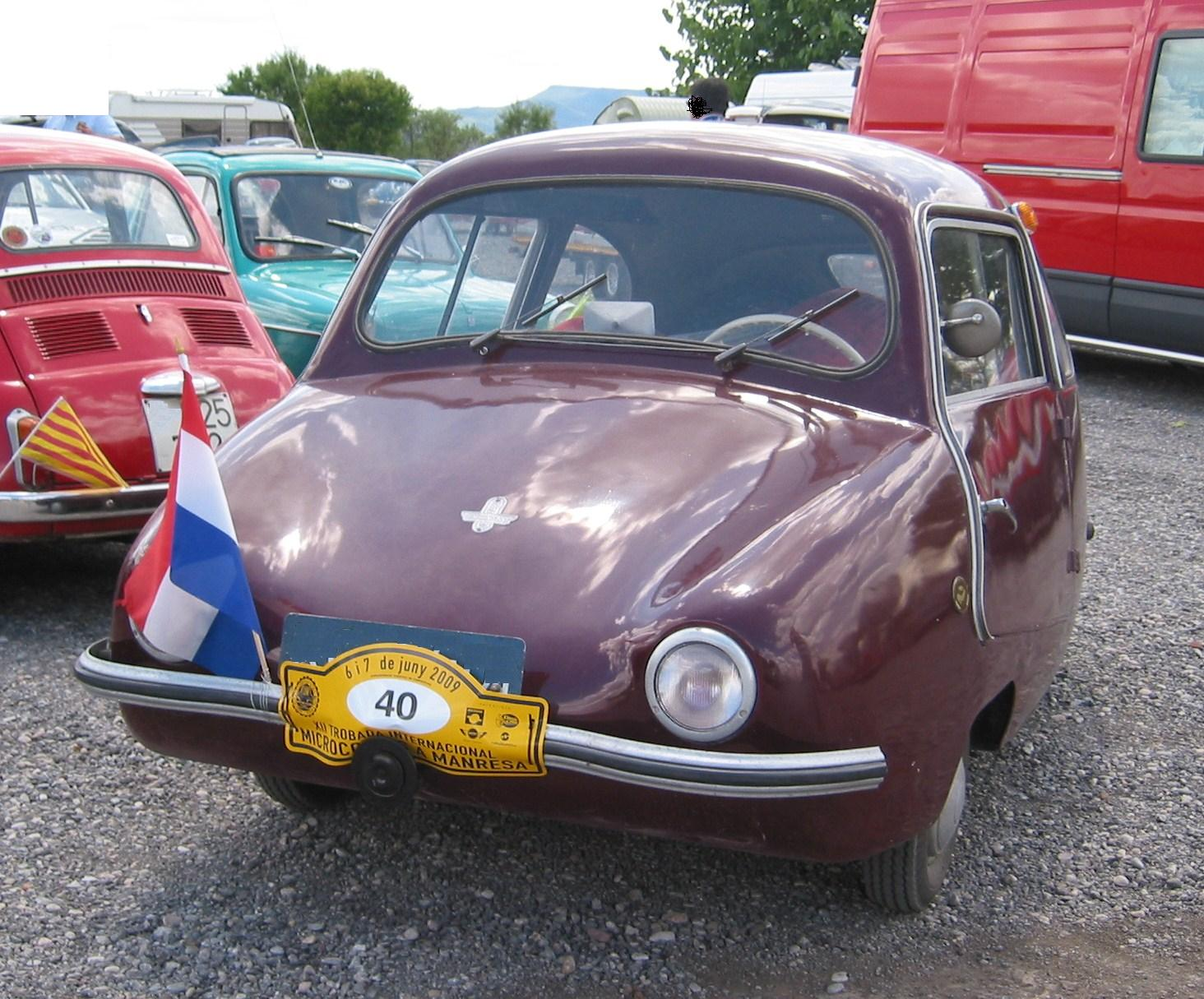
Bambino

Bambino war eine niederländische Automarke.

## Unternehmensgeschichte
Das Unternehmen NV Alweco aus Veghel begann 1955 mit der Produktion von Automobilen. 1957 endete die Produktion.

## Fahrzeuge
Das einzige Modell war der Bambino 200. Dabei handelte es sich um eine Lizenzfertigung des Fuldamobils. Es war ein Dreirad, bei dem sich das einzelne Rad hinten befand. Der Einzylindermotor von ILO mit 197 cm³ Hubraum war vor dem einzelnen Hinterrad des Fahrzeugs montiert. Neben der zweitürigen Coupé-Karosserie war auch ein offener Zweisitzer erhältlich.
Ein Fahrzeug dieser Marke ist in der Louwman Collection in Den Haag zu besichtigen.